# Geburtshaus von Arturo Toscanini

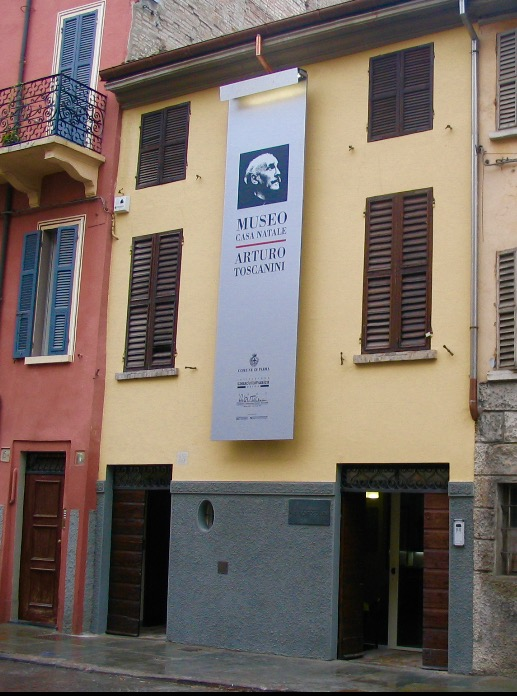
Geburtshaus von Arturo Toscanini in Parma

Das Geburtshaus von Arturo Toscanini befindet sich im Borgo Rudolfo Tanzi 13 in Stadtviertel Oltretorrente der Stadt Parma in der italienischen Region Emilia-Romagna. Dort wurde am 25. März 1867 der berühmte Dirigent und Orchesterleiter geboren.

## Geschichte und Beschreibung
Im geometrischen Kataster namens Atlante Sardi auf Geheiß von Ferdinand Bourbon 1767 sieht man, dass die Grundstücke Nr. 27 (das spätere Geburtshaus) und Nr. 28 (das Hofgebäude hinter dem späteren Geburtshaus) beide dem Herzog gehörten. Der Innenhof wird in dem Dokument „Polara Reale“ genannt: Er war mit einer großen Wasserwanne ausgerüstet und diente zur Aufzucht des Geflügels, das für die herzogliche Küche gebraucht wurde.
Ende des 18. Jahrhunderts kaufte die Familie Serventi, eine Dynastie von Bänkern und Unternehmern aus Parma, die Häusergruppe des Borgo San Giacomo. Im Haus Nr. 13 wohnte 1858 die Familie Montali (die Familie von Paolina, der Mutter des späteren Meisters) und es gehörte den Brüdern Enrico und Cesare Serventi.

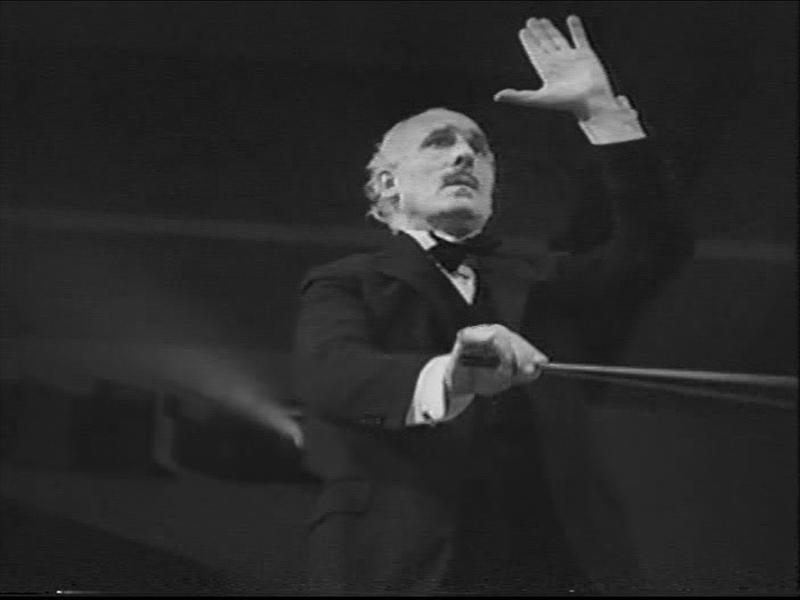
Arturo Toscanini beim Dirigieren der Verdi-Oper La Forza del Destino

„È una fettina di casa schiacciata tra altre fettine di case, a due piani. Entrando dalla strada si infila uno stretto corridoio o piuttosto budello, fatto ancora più basso dalle corte testate delle travi, che muore in un cieco e malinconico cortiletto. A metà del corridoio sale una scaletta di povera pietra a quattro rampe, dove pare già un’eleganza il modesto garbo ottocentesco di una ringhiera di ferro. Su ciascun ballatoio si apre di qua, dalla parte della strada, una stanza, di là, dalla parte del cortile, una sorta di ripostiglio o solaio con rozze travature e finestrucole senza luce (...)“

„Es ist eine zweistöckige Häuserscheibe, die zwischen andere Häuserscheiben gequetscht ist. Von der Straße kommend betritt man einen schmalen Korridor, oder besser einen Darm, noch niedriger erscheinend durch die kurzen Balkenenden, der in einem blinden und melancholischen Hof endet. Auf der halben Länge des Korridors endet eine kleine Treppe aus ärmlichem Stein mit vier Zügen, wo schon die bescheidene Gnade eines Eisengeländers aus dem 19. Jahrhunderts elegant erscheint. Auf jedem Absatz öffnet sich von dort aus zur Straße hin ein Zimmer und zum Hof hin eine Art Schrank oder Lagerraum mit groben Balken und blinden Fenstern (...)“

Anfang der 1960er-Jahre kauften die Söhne des Meisters das Haus von den Erben der Serventis und 1967 stifteten die Toscaninis es der Stadtverwaltung, die es umbaute und das Museum dort etablierte. 2007 wurden Struktur und Einrichtung erneuert.
In der Stiftungsurkunde stand:

„Scopo e onere della presente donazione e’ la creazione nell’immobile da parte del Comune di Parma (il quale pertanto non potrà’ darvi altra destinazione) di un museo per la raccolta di oggetti, documenti, cimeli e quant’altro possa illustrare la vita e l’opera del maestro Arturo Toscanini.“

„Ziel und Ehre der derzeitigen Stiftung ist die Schaffung eines Museums über die Geschichte der Objekte, Dokumente, Erinnerungsstücke und, was immer sonst noch das Leben und Werk des Meisters Arturo Toscanini illustrieren könnte, in diesem Haus durch die Kommune Parma (die daher kein anderes Ziel nennen konnte).“

Im Inneren des Hauses wurde das zeitgenössische Mobiliar restauriert und eine Dokumentation über das Leben des großen Meisters (Materialien hauptsächlich aus seiner Residenz in Mailand und der in Riverdale in New York City) hinzugefügt. Es handelt sich dabei um Fotografien, Kleidung und handsignierte Dokumente. Die Ausstellung ruft, auch mithilfe multimedialer Darstellungen, die künstlerischen und menschlichen Ereignisse dieses großen Künstlers aus Parma in Erinnerung.

„Nel 1866 verso la fine di giugno un treno, che portava i garibaldini verso il Nord, si fermo’ per una notte alla stazione di Parma. Un volontario parmigiano, Claudio Toscanini, scese di corsa e si precipito’ a casa sua per dormire con la giovane moglie. Arturo Toscanini, in una conversazione registrata anni dopo narro’ compiaciuto che quella notte ‹era saltato giu’ per farmi nascere›. Sono le combinazioni della vita.“

„1866, gegen Ende Juni, hielt ein Zug, der die Anhänger Garibaldis nach Norden brachte, eine Nacht lang am Bahnhof von Parma. Ein Freiwilliger aus Parma, Claudio Toscanini, stieg aus und eilte nach Hause, um dort eine Nacht mit seiner jungen Gattin zu verbringen. Arturo Toscanini erzählte in einer Jahre später aufgezeichneten Unterhaltung fröhlich, dass ‚er ausgestiegen [sei], um dafür zu sorgen das ich geboren wurde‘. Dies sind die Wechselfälle des Lebens.“

Toscanini erzählte, dass er viele Male von einer eigenartigen Angst vor der Nummer 13 verfolgt worden sei: Wehe, er musste am 13. Tag ein Studium, Proben oder Aufführungen beginnen! Später zeigte sich einmal auf einer Geburtsurkunde, dass sein Geburtshaus im Borgo San Giacomo die Nummer 13 gehabt hatte, und von da an gab er den nervigen Aberglauben auf.
In diesem Haus wohnte der spätere Meister tatsächlich nur wenige Monate, weil sein Vater, Claudio, auf der Suche nach besseren Arbeitsbedingungen als Schneider mit der Familie nach Genua umzog, aber, weil Arturo eine schwache Gesundheit hatte, brachte ihn seine Mutter, Paola Montani, nach Parma zurück, um ihn seinen Großeltern mütterlicherseits anzuvertrauen. Nach 1871 kehrten Paola und Claudio nach Parma zurück und begannen eine regelrechte Pilgerfahrt, bezeugt durch das historische Stadtarchiv von Parma, die vermutlich den wirtschaftlichen Problemen, in denen sich die Familie Toscanini befand, geschuldet war.

## Innenräume

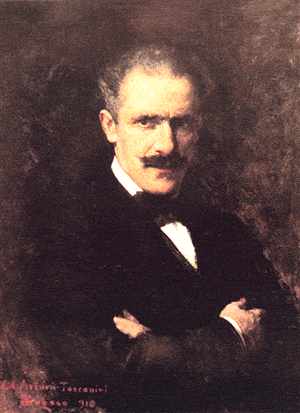
Im Geburtszimmer: Porträt von Arturo Toscanini, Gemälde von Giacomo Grosso, 1916, Öl auf Leinwand, 75 cm × 55 cm.

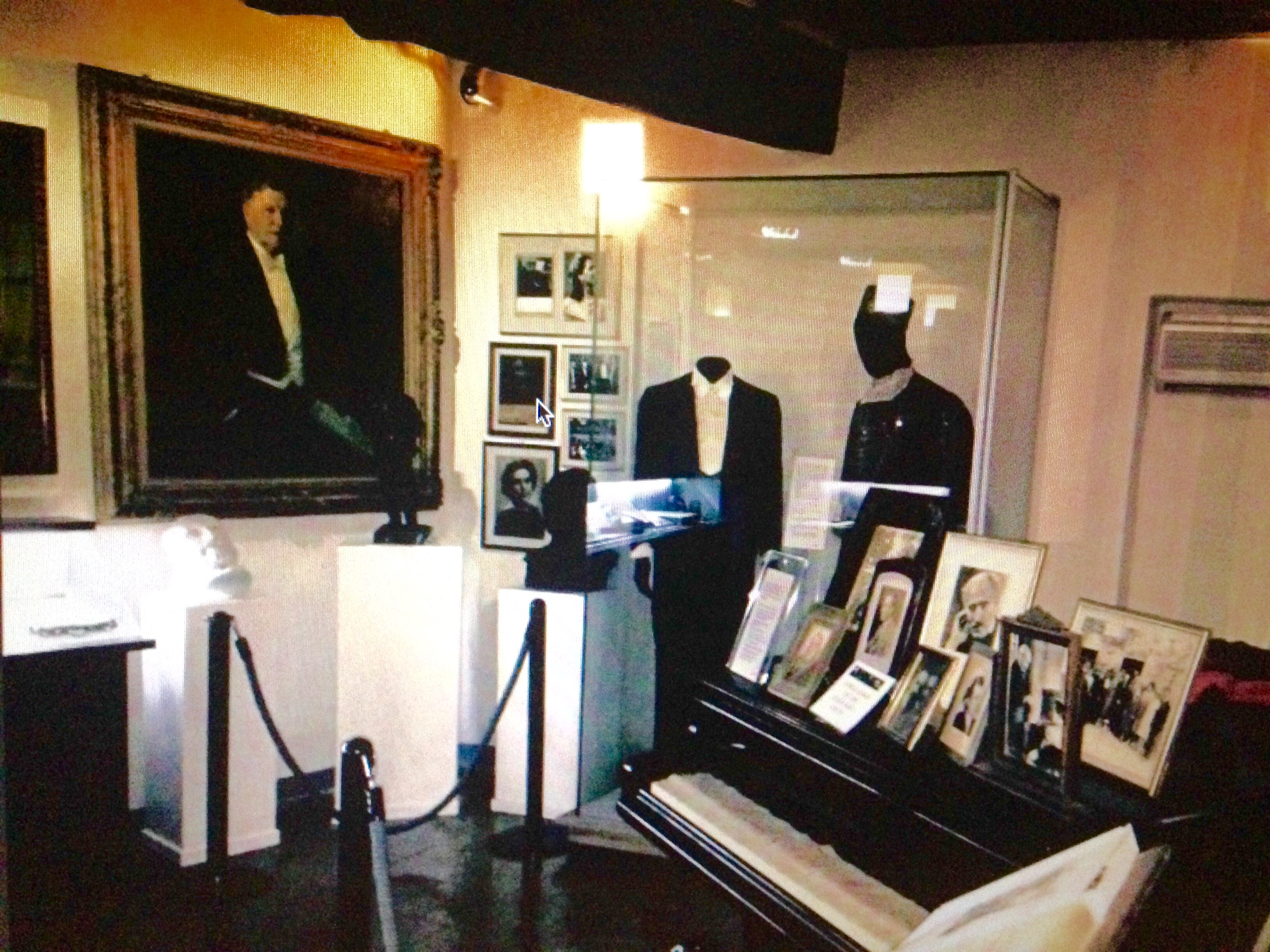
Klavierzimmer

### Eingangszimmer
Im Eingangszimmer kann man eine Sammlung von Ehrungen sehen, die von der tiefen Wertschätzung des Meisters während seiner musikalischen Karriere zeugen, die ihn in alle Teile der Welt führte.

### Geburtszimmer
In diesem Zimmer im ersten Obergeschoss mit Fenstern zur Straße hinaus wurde Arturo Toscanini geboren und dort befinden sich Ausstellungsobjekte, Reisefotos, Porträts und kleine Aufnahmen der Familie Toscanini und Briefe von Musikerfreunden, darunter Giuseppe Verdi und Maurice Ravel.
Es finden sich auch einige persönliche Objekte, die Richard Wagner gehört haben: die Brille, einige Porträts, eine Mappe, eine Totenmaske, eine Tasse mit einem Henkel, der einen Schwan mit ausgebreiteten Flügeln darstellt, Toscanini von Wagners Tochter Eva geschenkt wurde und die Inschrift trägt: „Glorreicher und geschätzter Meister Arturo Toscanini, es liegt mir am Herzen, Ihnen diesen „Gobeled“ als Zeichen der Dankbarkeit und Freundschaft anzubieten. Ihn hat mein Vater Richard Wagner viele Jahre lang für seinen Abendgrog benutzt. Eva Chamberlain-Wagner.“, sowie ein Porträt von Cosima Wagner, das ihm die Tochter des großen Komponisten, Daniela Thode, schenkte und dort eine handschriftliche Widmung hinterließ.

### Kaminzimmer
In diesem Zimmer wollte man die Beziehungen des Meisters mit den großen Persönlichkeiten seiner Zeit unterstreichen: D’Annunzio, Carducci, Respighi, Einstein usw.
Unter den zahlreichen, dort aufbewahrten Dokumenten kann man auch einen handgeschriebenen Brief von Albert Einstein finden, den er an Toscanini sandte und in dem er dem Meister Komplimente über seine künstlerischen Fähigkeiten machte und vor allen Dingen über seine entschiedene Ablehnung gegenüber dem Faschismus:

„I feel the necessity to tell you for once how much I admire and honor you. You are not only the unmatchable interpreter of the world’s musical literature (...) In the fight against the fascist criminals, too, you have shown yourself to be a man of greatest dignity (...) The fact that such a contemporary exists balances many of the delusions one must continually experience from the species minorum gentium. Albert Einstein, Princeton, March 3rd, 1936.“

„Ich finde es notwendig, Ihnen einmal zu sagen, wie sehr ich Sie bewundere und verehre. Sie sind nicht nur der unvergleichliche Interpret der Musikliteratur der Welt (...) Im Kampf gegen die faschistischen Verbrecher haben Sie sich ebenfalls als Mann größter Würde erwiesen (...) Die Tatsache, dass ein solcher Zeitgenosse existiert, gleicht viele der Enttäuschungen aus, die man fortlaufend von der species minorum gentium (etwa: Art von kleineren Völkern) erfahren muss. Albert Einstein, Princeton, 3. März 1936.“

### Kochnische
In der langen und schmalen Kochnische befindet sich eine Wanne zum Spülen des Geschirrs, die original aus 18. Jahrhundert stammt, sowie Sammlungen einiger Fotos und Karikaturen von Toscanini, die von Freunden und Musikern angefertigt wurden.

### Klavierzimmer
Dort findet man die Lebensgeschichte, die Kleidung, die Opernkostüme, die Gegenstände, die Wanderstöcke und die Hüte des Meisters. Auch ist dieser Raum reserviert für die Sammlung von Aureliano Pertile, dem Tenor und Freund von Toscanini, darunter auch ein Bechstein-Klavier, das dem lyrischen Sänger gehörte.